# Namco
Namco Limited là một công ty đa quốc gia, nhà phát triển và nhà xuất bản trò chơi điện tử của Nhật Bản có trụ sở chính tại Ōta, Tokyo. Hãng có một số chi nhánh quốc tế, bao gồm Namco America ở Santa Clara, California, Namco Europe ở London, Namco Taiwan ở Kaohsiung, Taiwan và Shanghai Namco ở Trung Quốc.
Namco do Nakamura Masaya thành lập ngày 1 tháng 6 năm 1955, với tên gọi Nakamura Seisakusho, công ty bắt đầu với tư cách là nhà điều hành các trò chơi giải trí vận hành bằng tiền xu. Sau khi tái tổ chức thành Nakamura Seisakusho Co., Ltd. vào năm 1959, quan hệ đối tác với Walt Disney Productions đã cung cấp cho công ty các nguồn lực để mở rộng hoạt động. Công ty tham gia vào ngành công nghiệp trò chơi điện tử sau khi mua lại bộ phận Atari Nhật Bản lúc này đang gặp khó khăn vào năm 1974, phân phối các trò chơi như Breakout tại Nhật Bản. Công ty đổi tên thành Namco năm 1977 và xuất bản Gee Bee, trò chơi điện tử đầu tiên của hãng, một năm sau đó. Trong số những thành công lớn đầu tiên của Namco là trò chơi bắn súng cố định Galaxian (1979). Tiếp theo là Pac-Man (1980), tựa game arcade bán chạy nhất mọi thời đại. Namco phát triển thịnh vượng trong thời kỳ hoàng kim của trò chơi điện tử arcade vào đầu thập niên 1980, phát hành các tựa trò chơi nổi tiếng như Galaga, Xevious và Pole Position.
Namco tham gia thị trường máy chơi trò chơi điện tử tại gia  năm 1984 bằng việc chuyển đổi các trò chơi arcade của mình cho Family Computer của Nintendo. Chi nhánh ở Mỹ đã mua lại phần lớn Atari Games năm 1985, trước khi bán một phần của nó vào năm 1987 sau những bất đồng giữa hai công ty. Những tranh cãi về hợp đồng cấp phép với Nintendo dẫn đến việc Namco quay sang sản xuất trò chơi cho các nền tảng cạnh tranh, chẳng hạn như Sega Genesis, TurboGrafx-16 và PlayStation. Công ty tiếp tục thành công với các trò chơi như Ridge Racer, Tekken, và Taiko no Tatsujin. Namco đã phải chịu đựng vô số khó khăn tài chính vào cuối thập niên 1990 và 2000 do nền kinh tế Nhật Bản đang gặp khó khăn và thị trường trò chơi điện tử giảm dần. Năm 2005, Namco hợp nhất với Bandai để thành lập Namco Bandai Holdings, một tập đoàn giải trí Nhật Bản. Hãng tiếp tục sản xuất trò chơi cho đến khi được hợp nhất vào Namco Bandai Games năm 2006.
Namco đã sản xuất một số nhượng quyền trò chơi bán chạy hàng triệu USD, chẳng hạn như Pac-Man,Galaxian, Tekken, Tales, Ridge Racer, và Ace Combat. Công ty đã vận hành các vòng cung video và công viên giải trí trên toàn cầu, đồng thời cũng sản xuất phim, đồ chơi, người phục vụ và máy game thùng arcade. Namco được nhớ đến với mô hình công ty độc đáo, tầm quan trọng của công ty đối với ngành và những tiến bộ  trong công nghệ. Kế nhiệm của hãng, Bandai Namco Entertainment, và các công ty con tiếp tục sử dụng thương hiệu Namco cho trò chơi arcade và các sản phẩm giải trí khác của họ.

### Nguồn gốc và việc mua lại Atari Japan (1955–1977)

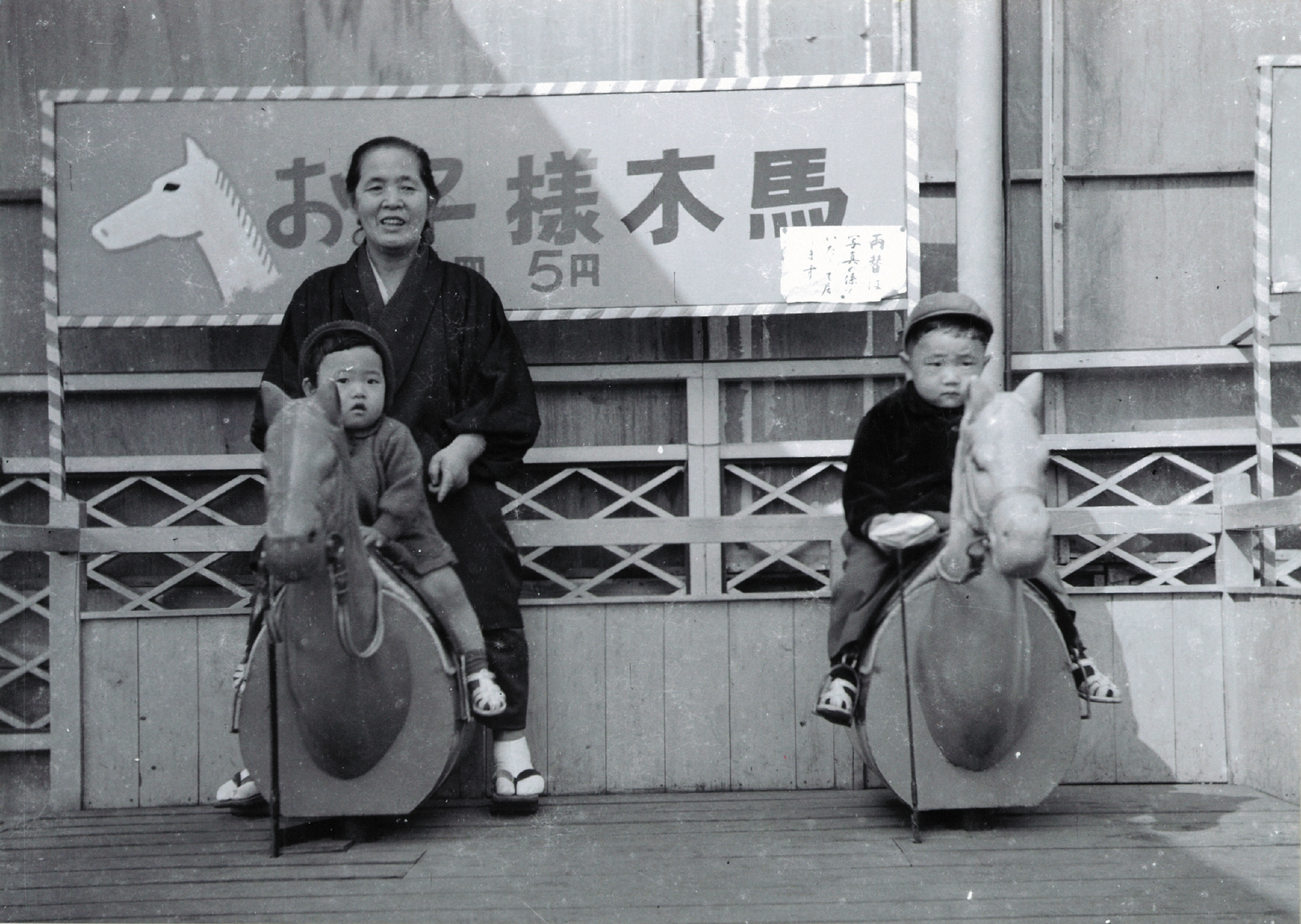
Hai con ngựa bập bênh cơ khí do Nakamura Seisakusho lắp đặt năm 1955.

Logo của Nakamura Seisakusho

### Galaxian, Pac-Man, và sự thành công của arcade (1977–1984)

Pac-Man là linh vật của Namco kể từ khi nhân vật ra mắt năm 1980.

### Thành công với máy chơi trò chơi điện tử tại gia (1984–1989)

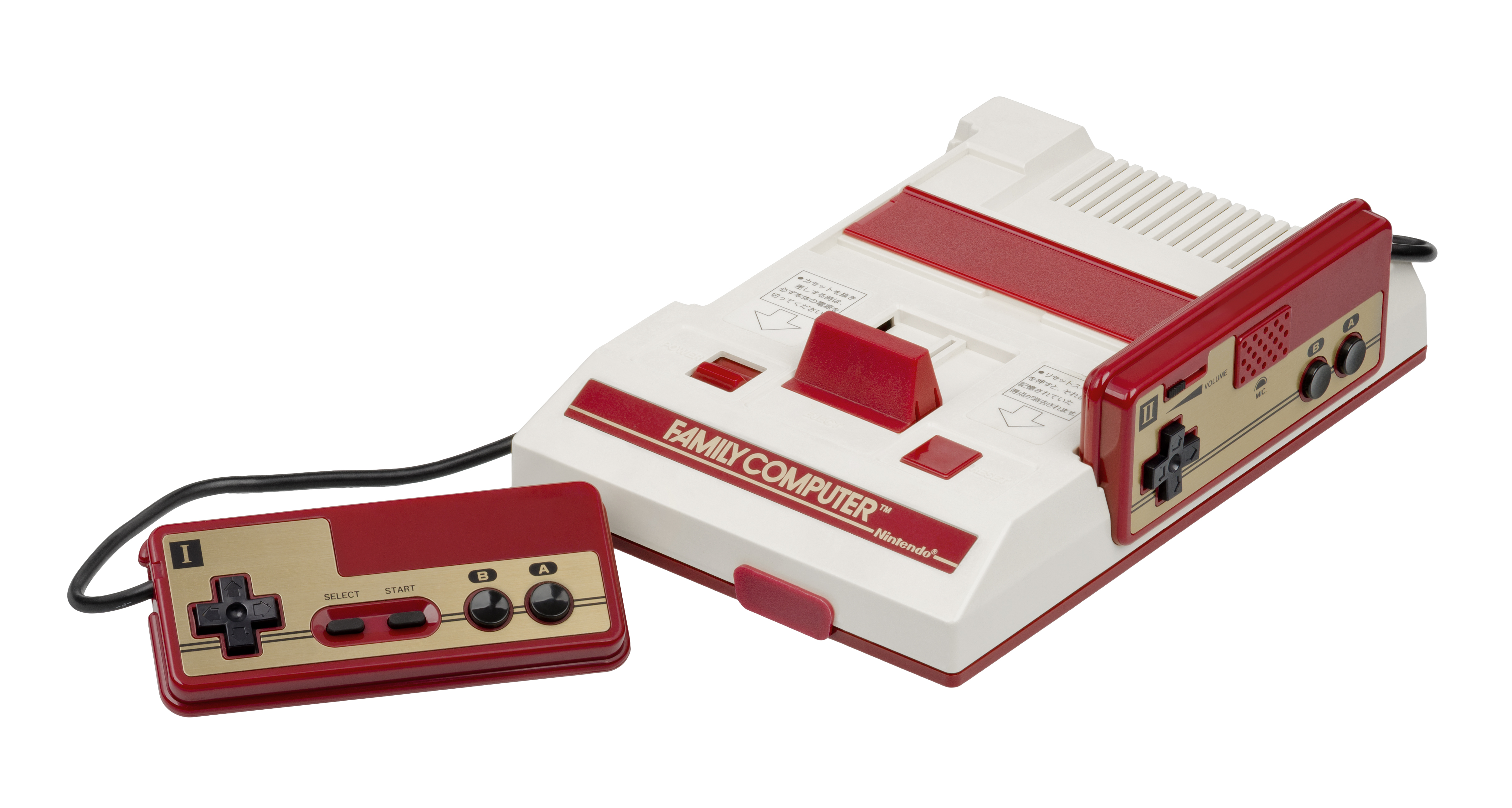
Namco đã trở thành một trong những nhà phát triển bên thứ ba đầu tiên cho Famicom, với các phiên bản chuyển thể trò chơi arcade của họ đã tăng doanh số bán máy.

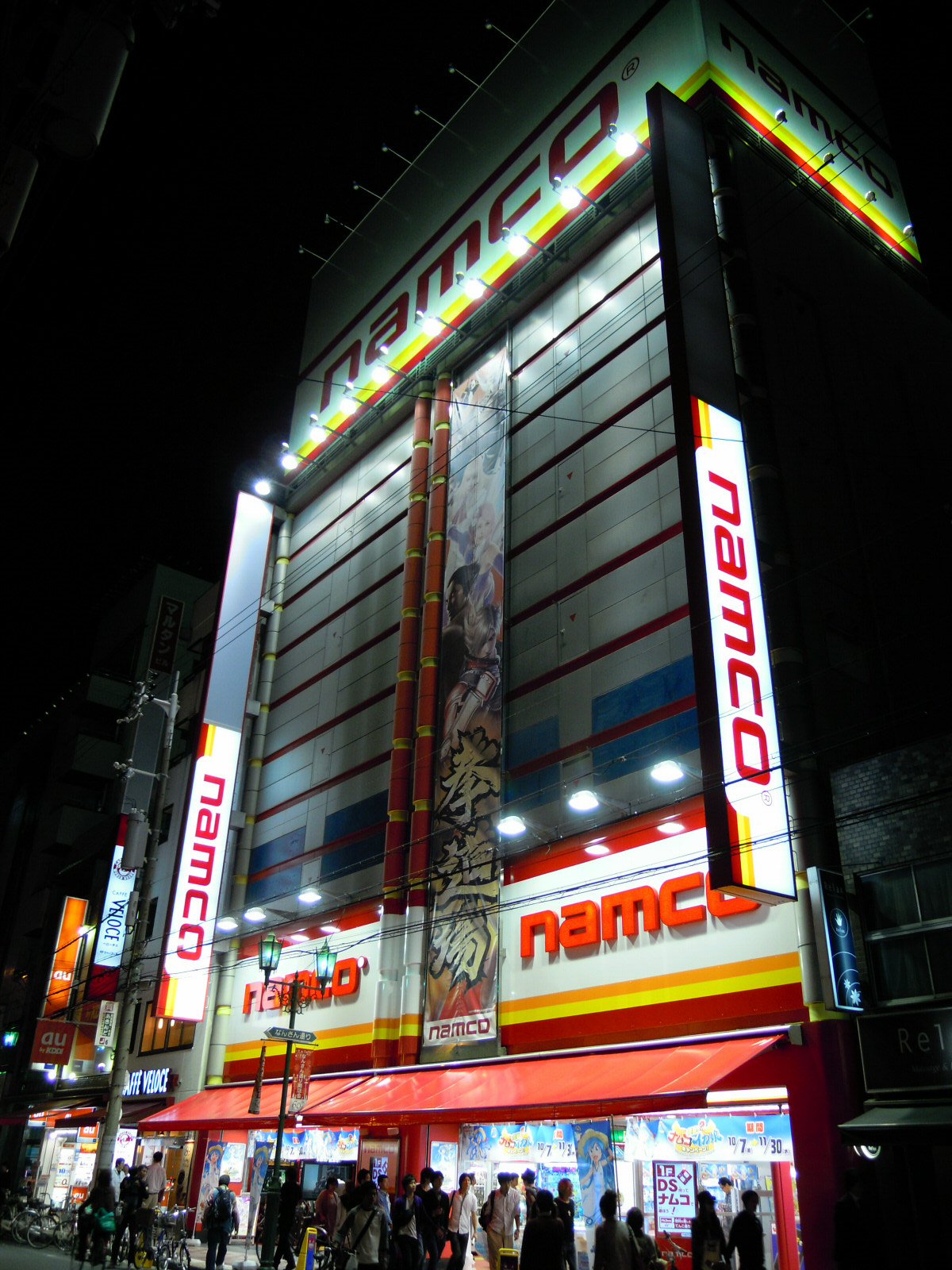
Các cửa hàng mang thương hiệu Namco đã thành công về mặt tài chính ở Nhật Bản.

### Mở rộng sang các thị trường khác (1989–1994)

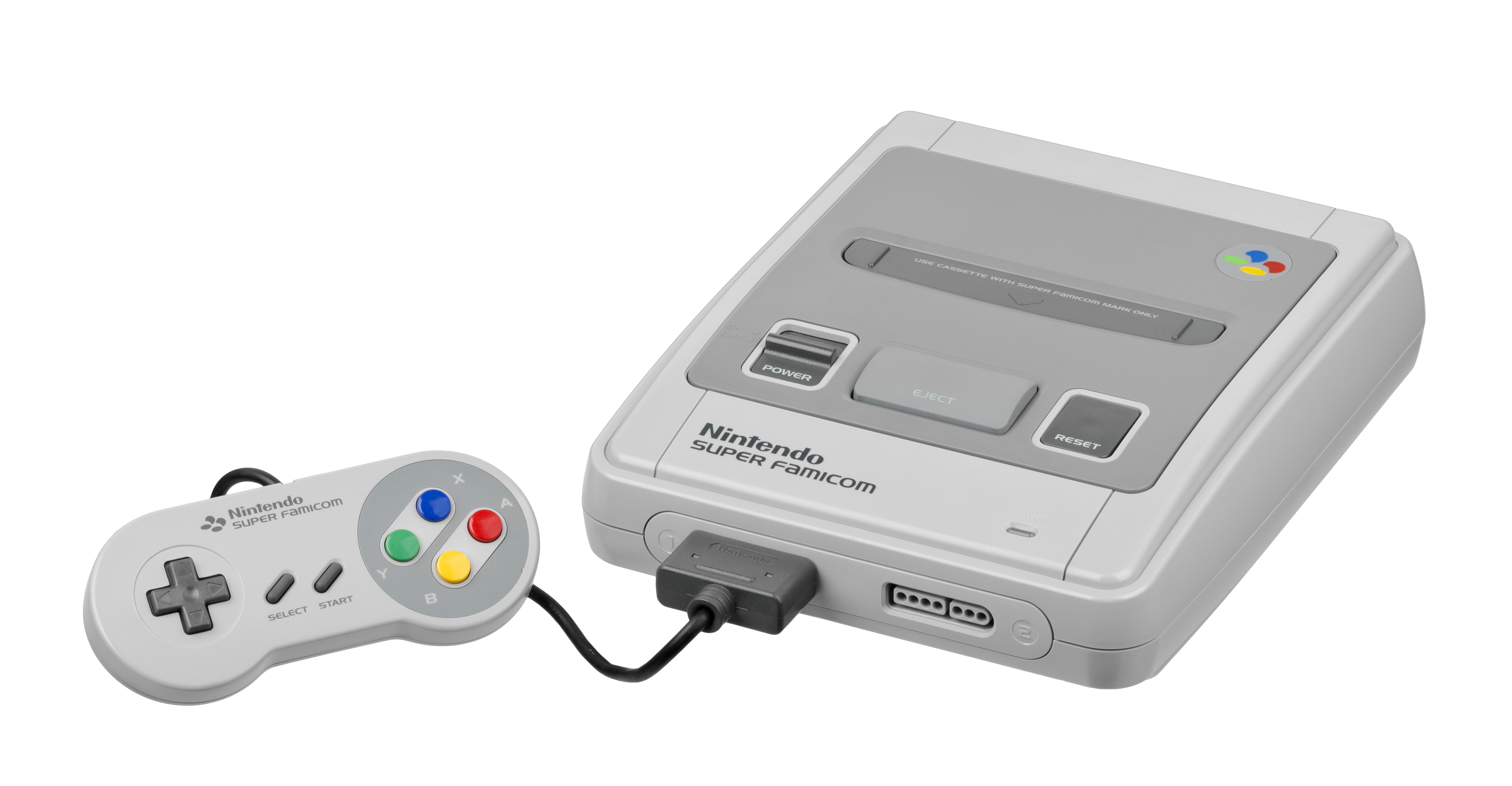
Hệ máy 16-bit chưa phát hành của Namco có phần cứng tương đương với Super Famicom của Nintendo.

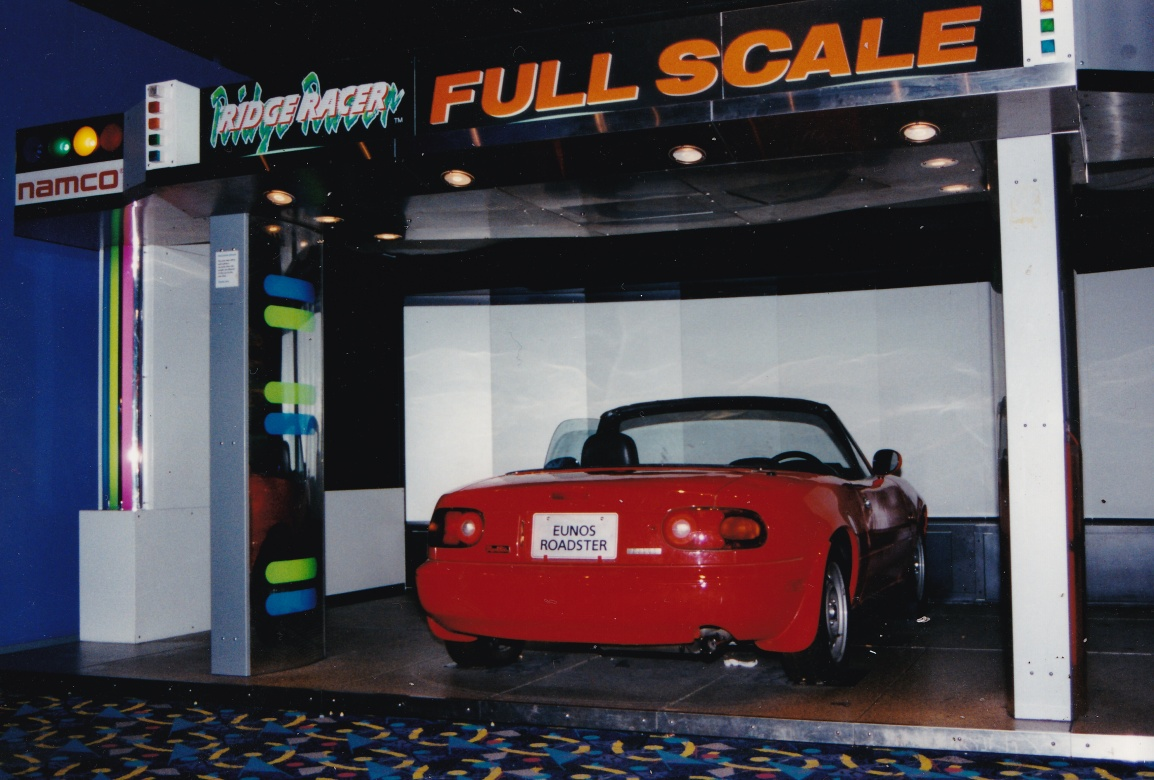
Một máy chơi trò chơi arcade Ridge Racer Full Scale

### Quan hệ với Sony (1994–1998)

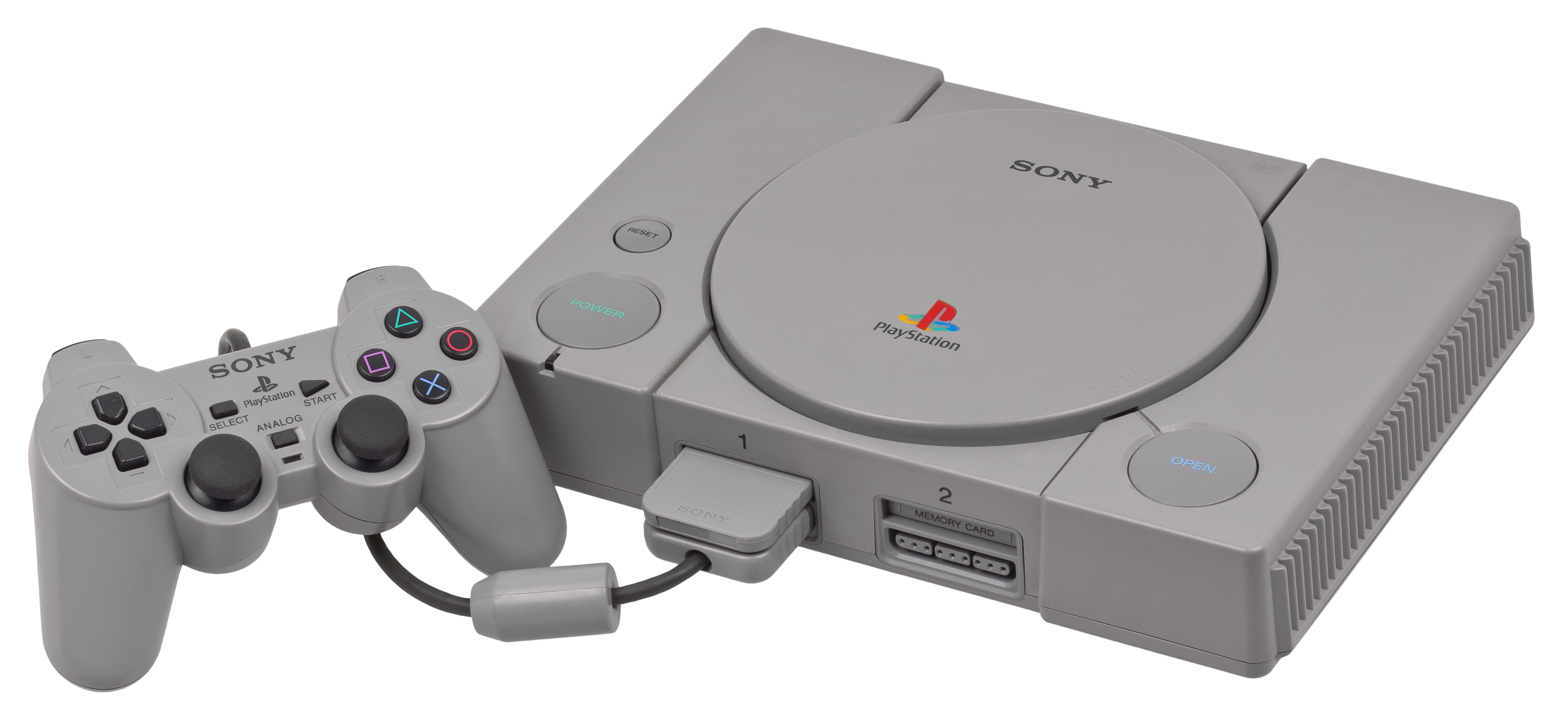
Namco là một trong những bên ủng hộ bên thứ ba đầu tiên cho PlayStation và đã giúp hệ máy này đạt được thành công trong những năm đầu ra đời.

## Lịch sử